# Brasserie Leduc
La brasserie Leduc est une brasserie située à Bruille-lez-Marchiennes, dans le département du Nord, en France. Créée en 1912 par Georges Leduc, son fils Jean en hérite en 1953 puis elle est reprise par la brasserie Pelforth en 1974 ; ses installations disparaissent en 1991 puis 2021.

## Histoire
Georges Leduc fonde en 1912 une brasserie à Bruille-lez-Marchiennes, la production est alors de mille-cinq-cent hectolitres de bière par an. Les ventes atteignent trente-cinq-mille hectolitres. Georges Leduc meurt le 8 septembre 1953, il est inhumé au cimetière de Somain, il était né le 12 septembre 1883 à Reumont.
Son fils Jean reprend alors la brasserie, qui produit quarante-neuf-mille hectolitres en 1963. Le 31 mars 1965, il inaugure un hall d'embouteillage de 3 000 m2 pour un coût de deux millions de nouveaux francs. En 1968, alors que les ventes sont de cinquante-huit-mille hectolitres de bière, Jean Leduc conclut un accord de participation avec la brasserie Pelforth, la production passe à soixante-sept-mille hectolitres en 1969 et quatre-vingt-mille hectolitres trois ans plus tard, en 1972, où sont également vendus dix-mille hectolitres de boissons annexes.
Un hall de stockage isolé et chauffé grand de 2 500 m2 est bâti en 1973 pour un coût de neuf-cent-mille francs. L'an suivant, la brasserie Pelforth prend le contrôle de la brasserie Leduc, qui continue à produire. Jean Leduc prend sa retraite le 1er février 1979. Les bâtiments sis au 20 de la rue Louis-Pasteur sont détruits fin 1991. D'après le fichier des personnes décédées, Jean Leduc, né le 7 mai 1915 à Bruille-lez-Marchiennes, meurt le 25 décembre 1992 à Cannes. Il est inhumé dans la tombe de ses parents au cimetière de Somain. Les halls sont détruits fin 2020 et début 2021. Le mur mitoyen qui avait été laissé en place s'est couché sous l'effet de la tempête Bella.